# Wyszyna (województwo wielkopolskie)
Wyszyna – wieś w Polsce położona w województwie wielkopolskim, w powiecie tureckim, w gminie Władysławów.
Wieś położona jest 14 km na południowy wschód od Konina i 7 km na północny zachód od Władysławowa, ok. 3 km na zachód od drogi Turek – Genowefa.
Ze wsi pochodzi Adam Grodziecki - pisarz i poeta wczesnego baroku.
Na wschód od wsi znajduje się wyrobisko po odkrywce Władysławów Kopalni Węgla Brunatnego "Adamów", eksploatowanego od 1978.

## Historia
Dawniej Wyszyna zewsząd otoczona była bagnami, przez co ludzie osiedlali się na niewielkiej wysepce. Stąd także pochodzi nazwa miejscowości pochodząca od wyrazu wyższyna, oznaczająca nieco wyższe miejsce.
Pierwsza pisana wzmianka o miejscowości pochodzi z 1392 r. Do początków XVI wieku wchodziła w skład dóbr arcybiskupa gnieźnieńskiego, później była własnością szlachecką. 
W 1936 w Wyszynie rozegrała się bitwa z policją, która zakończyła się śmiercią byłego posła i działacza narodowego Wawrzyńca Sielskiego. 
Do 1939 siedziba gminy Piorunów. W latach 1975–1998 miejscowość należała administracyjnie do województwa konińskiego.

## Zabytki

### Kościół
Miejscowy kościół pw. Narodzenia Najświętszej Maryi Panny zbudowany został w 1728 na planie regularnego szesnastoboku, zbliżonego do koła. Ufundował go Rafał Gurowski, kasztelan przemęcki. Wzniesiony został na miejscu poprzedniego drewnianego kościoła, wzmiankowanego w 1450. Historia kościołów w Wyszynie sięga 1374, kiedy to staraniem biskupa płockiego Dryi Grodzieckiego wybudowano tam pierwszy drewniany kościół. Utworzona parafia należała do arcybiskupstwa gnieźnieńskiego. Probostwo otrzymało odpowiednie nadania w postaci ziemi i ogrodów. Pierwszy kościół w Wyszynie jak podaje opis prymasa Jana Łaskiego z 1521, sporządzony podczas wizyty kanonicznej: Był niewielką drewnianą budowlą służącą potrzebą religijnych właścicieli i zarządców dóbr Wyszyna oraz niewielkiej liczbie okolicznych mieszkańców. Spod władzy arcybiskupa Łaskiego Wyszyna dostała się w XVI wieku we władani rodu Grodzieckich. Szerzące się Nowinki religijne, jak określano wówczas reformację, znalazły zwolennika w osobie Władysława Grodzieckiego, właściciela Wyszyny. Usunięto wówczas proboszcza, zaniechano praktyk religijnych, a świątynie katolicką przemianowano na zbór kalwiński reprezentujący nowy kierunek religijny, ewangelicko-reformowany. Katolicy zmuszeni byli przez kilka lat korzystać z posług religijnych w kościele w Tuliszkowie. Wnuk innowiercy, Adam Grodziecki (zm. lipiec/sierpień 1646; pisarz, polemista religijny, mówca i poeta wczesnego baroku, autor utworu Przestroga o tytułach i dygnitarstwach cudzoziemskich w Polskim Królestwie i państwach do niego należących) w 1619 opisuje w cennym dokumencie pisanym tacytowską łaciną rodzinne nieszczęście i straszliwy pożar, który w 1617 strawił kościół i zamek. Upatrując w tych wydarzeniach kary Bożej za odejście rodu od prawdziwej wiary. W 1619 pogodzony z Kościołem i pokrzepiony wiarą odbudował świątynie. Budowla jednak nie była trwała, gdyż po niespełna stu laty chyliła się ku ruinie. Parafia nie miała proboszcza, a administracją kościoła zajmował się proboszcz z Turku. W 1696 postawiono nowy kościół na miejscu ruiny z 1619 Fundamenty tejże świątyni, grubości około 80 cm, przy ołtarza zaokrąglają się odkryli archeolodzy podczas prac renowacyjnych. Kościół stojący na tym miejscu był zbudowany na planie krzyża i był mniejszy od dzisiejszego. Mimo to właściciel Wyszyny Melchior Gurowski wybudował w 1728 dla własnej wygody kaplice zamkową, w której umieścił rozsławiony w 1658 obraz Najświętszej Maryi Panny z Dzieciątkiem.
Na siedzibę Gurowskich popierających Sasów i kierunek polityki pruskiej napadły podczas konfederacji barskiej w 1768 wojska rosyjskie, dowodzone przez Iwana Drewicza, jeden z wodzów moskiewskich, dokonując spustoszenia miejscowości, paląc kościół i niszcząc zamek. Spośród cennych zbiorów rodu Gurowskich z walk ocalał jedynie cudowny obraz Matki Bożej z Dzieciątkiem. Nowy kościół obecnie istniejąc fundował właściciel Wyszyny, kasztelan przemęcki Rafał Gurowski w 1782.
Do obecnej drewnianej budowli w formie 16-bocznej rotundy o średnicy 15,8 m konstrukcji wieńcowej, z zewnątrz oszalowanej, przylegają sześcioboczne przybudówki: kaplica, zakrystia i kruchta. Kościół przykrywa oryginalnej konstrukcji kopulasty dach w formie dwóch dzwonów nałożonych na siebie, z sygnaturką ulokowaną na szczycie. Całkowita wysokość budowli wynosi ponad 20 m.
Wnętrze z rzeźbami na płaskim stropie, wsparte na ośmiu kolumnach, posiada wystrój rokokowy z drugiej połowy XVIII wieku. Gotycka kamienna chrzcielnica z pięknym ornamentem geometrycznym, pochodzi z XV wieku. Na uwagę zasługuje Obraz Bogarodzicy Czuwającej nad Dzieciątkiem z XVII wieku oraz portrety trumienne Rafała i Ludwiki Gurowskich z końca XVIII wieku, mieszczące się w zakrystii.
Obok kościoła stoi późnobarokowa murowana dzwonnica, zbudowana na planie trójkąta, pochodząca z końca XVIII wieku.

### Wyszyńska Matka Boska

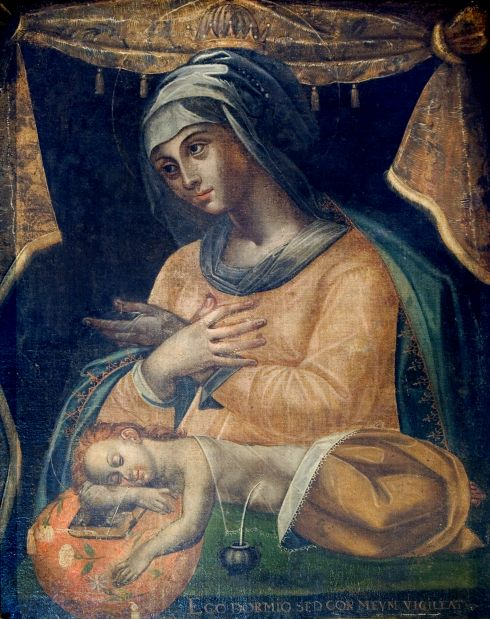
Bogarodzica Czuwająca nad Dzieciątkiem w Wyszynie

Wyszyński obraz Bogarodzicy Czuwającej nad Dzieciątkiem jest dziełem nieznanego artysty. Brak również danych, co do ustalenia czasu jego powstania. Można jedynie przypuszczać z pewnym prawdopodobieństwem, że powstał na przełomie XVI i XVII wieku. 
Historia wędrówki obrazu Matki Bożej Czuwającej do sanktuarium wyszyńskiego  
Zaczyna się od cudownego zdarzenia, zapisanego w księgach zakonu bernardynów w Kole. Pisze o tym również ks. Fr. Ligeza w swoich wspomnieniach z 1925, oto jego zapis. „Podług opowiadania O. Floriana Jaroszewicza, autora znanego dzieła „Matka Świętych Polska", obraz ten pochodzi z prywatnego domu jednego z obywateli pobliskiego miasteczka Koła. Gdy lenie (tj. posiadacz obrazu) w 1658 znajdując się w agonii bardzo rozpaczał o swoim zbawieniu wtedy dysponując go na śmierć świątobliwy reformat, o. Feliks Rydzyński wskazał mu naprzeciw wiszący obraz Matki Najświętszej, każąc mu zarazem powtarzać z głęboką wiarą słowa hymnu kościelnego: „Monstra Te esse Matrem" (Okaż, że jesteś Matką). Po kilkukrotnym powtórzeniu tego wołania pocieszył go Pan Bóg oczywistym znakiem, obraz, bowiem Matki Bożej ze ściany własną swą mocą przeniósł się przed oczy chorego i zawisł w powietrzu, czym pokrzepiony umierający szczęśliwie w Bogu dokonał żywota „Takim cudem wsławiony obraz zdobyła rodzina Gurowskich najpierw do swojej zamkowej kaplicy, by później ofiarować go kościołowi parafialnemu. Na cudownym obrazie widzimy postać Madonny w niebieskim zawoju na głowie, spadającym z tyłu szeroką falą fałd, w pastelowo pomarańczowej sukience, czuwa ze skrzyżowanymi na piersiach rękoma nad śpiącym Synem Bożym. Dzieciątko spoczywa na stole przykryte przejrzystą tkaniną. Na pomarańczowej poduszce, zdobionej różami, leży księga, a na niej, na zgiętym prawym ramieniu spoczywa główka śpiącego Dzieciątka obok kałamarza z piórem. Tło obrazu tworzą ozdobne tkaniny brokatowe w tonacji niebiesko pomarańczowej. U dołu obrazu widnieje napis „Ego Dornio, sed cór meum vigilat" - „Ja śpię, lecz serce me czuwa". Od momentu cudownego ocalenia obrazu z pożaru zamku i kościoła w 1768 coraz bardziej utrwalała się opinia o łaskach, jakich doznają wierni za stawiennictwem Bożej Rodzicielki z wyszyńskiego kościoła. Dalszym potwierdzeniem żywego kultu maryjnego w parafii wyszyńskiej jest „Bractwo Szkaplerza Świętego" istniejące na mocy zezwolenia konsystorza gnieźnieńskiego, od 1784 Inskrypcja umieszczona na tablicy nad drzwiami wejścia do kaplicy św. Rafała Archanioła głosi, że „Odpusty zupełne na wieczne czasy przez Ojca Świętego Piusa VI kościołowi wyszyńskiemu nadane „odbywają się 8 września w święta Narodzenia Najświętszej Maryi Panny i w Święta Szkaplerza Najświętszej Maryi Panny w pierwsza niedziele po 16 lipca. W księdze „Bractwa Szkaplerza Świętego „istnieją zapisy dotyczące przybywania licznych pątników i pielgrzymek z okazji uroczystości odpustowych. Jeden z nich głosi, iż: "Sąsiednia parafia Russocice, doznawszy szczególnej pomocy ze strony Najświętszej Maryi Panny w czasach cholery i głodu, nawiedza, co rocznie odpust ten pobożna pielgrzymką. Duże zasługi w szerzeniu i utrwalaniu kultu maryjnego w parafii położył między innymi ks. Saturnin B. Hoppe, który objął parafię w Wyszynie w 1798 i pozostawił w spuściźnie opis kościoła parafialnego. W księgach kościelnych dziekan tuliszkowski ks. Sebastian Rayski pozostawił w języku łacińskim taki zapis: Pogrzebałem ciało wielce czcigodnego Saturnina B. Hoppe, stojącego na czele kościoła parafialnego w Wyszynie będącego z zakonu św. Franciszka, zmarłego dnia 19 czerwca 1821. Jego cnoty i niezwykła wiedza, jak również przykład świątobliwego życia wszystkim daleko i szeroko są znane. Był przełożonym parafii przez 23 lata bez przerwy z wielką korzyścią tak duchowa jak i doczesną dla swoich parafian. Uczył pierwszych zasad języka polskiego chłopców tej parafii. Przeżył 81 lat". To za jego czasów sprawowania posługi w parafii w 1810 zamurowano kryptę, w której znajdowały się szczątki ludzi pochowanych w XVII w. Krypta ta należała prawdopodobnie do rodu Grodzieckich. Wewnątrz znaleziono kości i czaszki dwa kamieni, butelkę z płynem (winem mszalnym pozostawionym tu w momencie zamykania krypty prawdopodobnie przez proboszcza). Podczas prac ziemnych w kościele odkryto drugą kryptę, choć znacznie mniejszą wewnątrz znaleziono szczątki dziecka. Przy przesiewaniu ziemi z odkrytej wcześnie krypty znaleziono dużą ilość fragmentów ceramiki, resztki mieczy i trumien, ale również monety i prawdziwe cacko - doskonale zachowany sygnet z herbem. Kolejnym odkryciem z XVIII wieku są monety, według, których można określić również wiek krypty. Sześć monet wydobyto z dna większej krypty, zaś jedną - półtora korony Zygmunta III z 1623 r.- pod ołtarzem. Największą sensacją jest jednak doskonale zachowany sygnet z herbem, na którym widnieje przebita mieczem głowa byka (lub tura). Kamienie, które znaleziono w krypcie miały chronić przed zalaniem trumnę, bowiem okazało się, że poziom wody w stawie jest niewiele niższy od podłogi w krypcie. W trumnie znajdują się zwłoki młodej kobiety zmarłej na początku XVIII w. W krypcie odkrytej w 2000 planuje się otwarcie muzeum.
Ponadto w centrum wsi znajduje się XVIII-wieczna figura świętego Wawrzyńca.

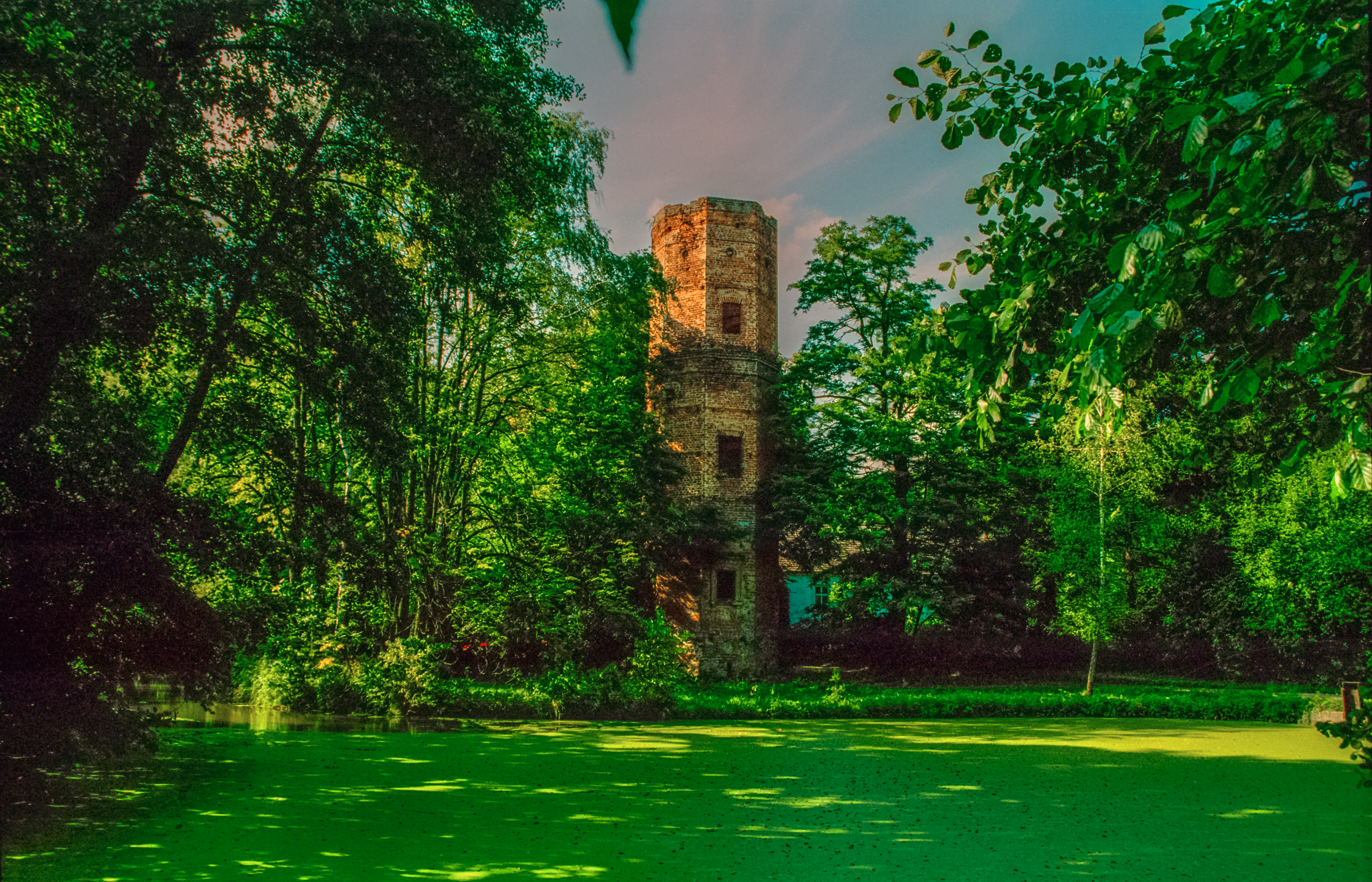
Pozostałości zamku

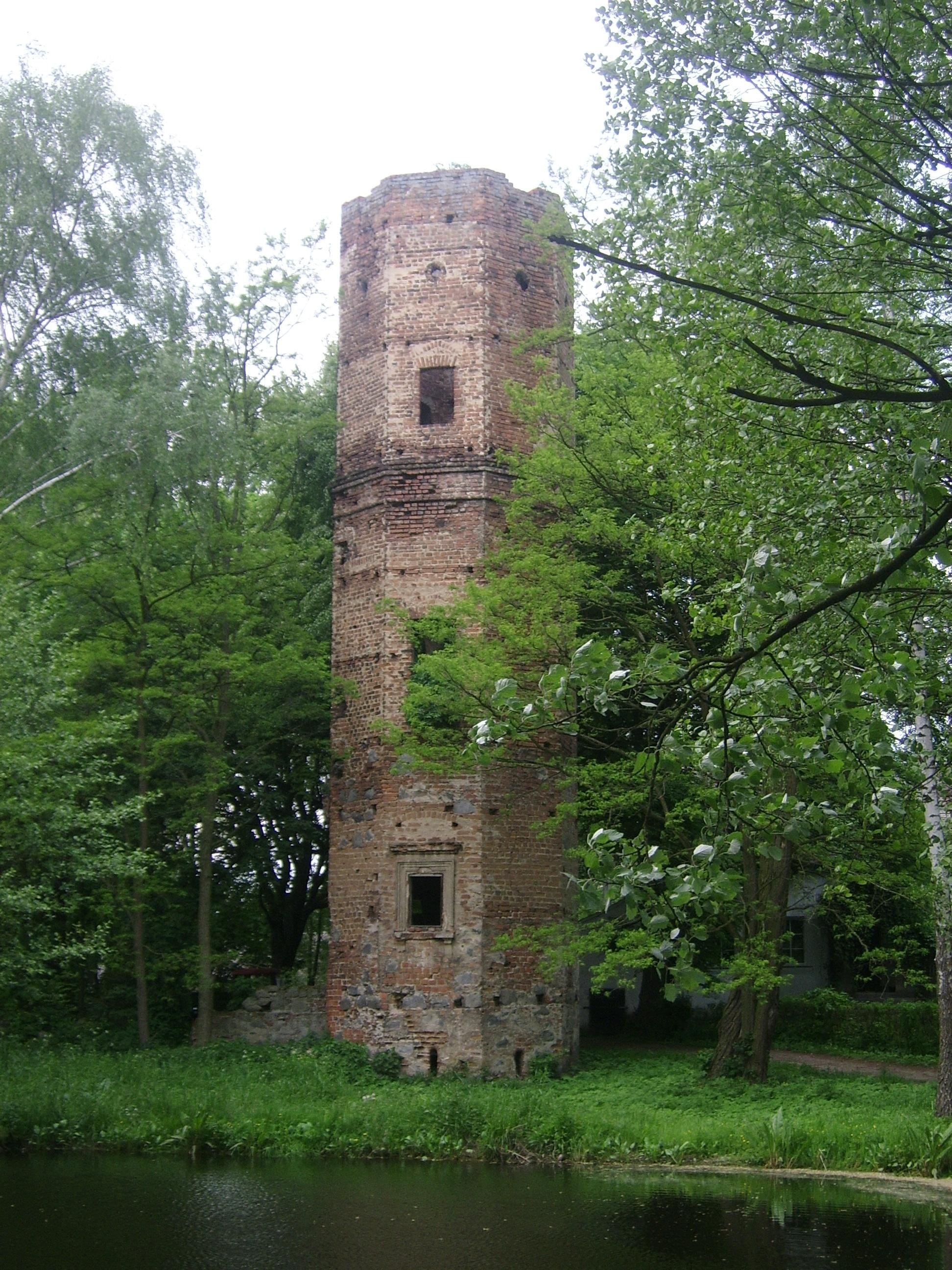
Baszta

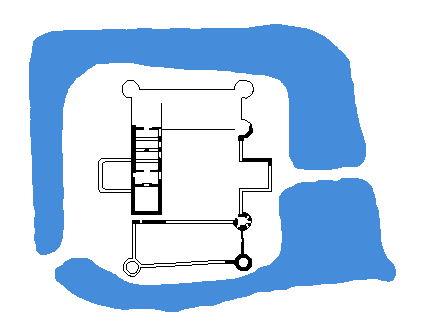
Plan zamku

### Ruiny zamku
W pobliżu kościoła, nad rozlewiskami rzeki Topiec, wznoszą się ruiny renesansowego zamku. Zbudowany został około 1556 przez Grodzieckich herbu Dryja. W połowie XVII wieku zamek przeszedł w posiadanie rodziny Gurowskich, którzy mieszkali na zamku do 1781. W czasie konfederacji barskiej, kiedy w zamku bronili się konfederaci, wojska rosyjskie wysadziły w powietrze północno-wschodnie skrzydło zamku wraz z archiwum Gurowskich. W XIX wieku zamek popadł w ruinę. W latach 50. XX wieku pozostałe fragmenty zamku poddane zostały zabiegom konserwatorskim.
Budowla jest charakterystycznym przykładem założeń architektonicznych ówczesnego czasu. Zabudowania zamkowe składały się z dwóch budynków mieszkalnych, ustawionych równolegle i połączonych ze sobą węższym łącznikiem, tworząc wewnętrzny dziedziniec, który z czwartej strony zamknięty był murem kurtynowym i wysuniętą wieżą bramną, umieszczoną w osi dziedzińca. Zamek posiadał sześć ośmiobocznych, czterokondygnacyjnych baszt, z których cztery ustawione były w narożach budowli, a pozostałe dwie mieściły się w elewacji frontowej, u nasady muru kurtynowego.
Do obecnych czasów zachowała się w całości jedna z baszt połączona murem z ruinami drugiej baszty frontowej oraz mury budynku mieszkalnego, w którego nadprożu wykuty jest rok 1556. Zamek w Wyszynie zbudowała rodzina Grodzieckich herbu Dryja, prawdopodobnie około 1556. Kilkanaście lat po wzniesieniu tej okazałej budowli około 1582 gościł w niej Stefan Batory, który przybył tu z pobliskiego Uniejowa, aby wziąć udział w wielkich łowach. Miejscowa legenda głosi, że podczas uczty wyprawionej na cześć królewskiego gościa przypadkowo zastrzelona została córka właściciela zamku i od tego czasu błąka się ona po okolicznych kniejach, swoim zawodzeniem strasząc okolicznych mieszkańców. W XVII wieku Wyszyna przeszła w ręce Adama Grodzieckiego, kasztelana międzyrzeckiego, posła, senatora, publicysty i królewskiego dworzanina. Po jego śmierci zamek należał do Władysława Jana Kretkowskiego, wojewody chełmińskiego. Podobno przejście majątku z rąk Grodzieckich w ręce następców nie obyło się bez tragedii, która spotkała ostatnią córkę z rodu pierwotnych właścicieli. "Zakochana w ubogim młodzieńcu uwięzionym zdradziecko przez rywala, zgodziła się oddać rękę i majątek nienawistnemu człowiekowi w zamian za życie i wolność ukochanego. Zazdrosny mąż zabił jednak młodzieńca, a ze skóry nieszczęśliwego kazał sporządzić fotel, w którym umieścił młodą żonę twierdząc, że oddaje ją w ramiona kochanka. Nie wytrzymało tego serce młodej pani, która z rozpaczy rzuciła się z baszty wprost do stawu okalającego zamek." Następnie rezydencja została własnością rodu Gurowskich herbu Wczele, którzy mieszkali tam do 1781. Na przełomie XVII i XVIII wieku panem na zamku był Melchior Gurowski, kasztelan poznański. Podczas wojny północnej, obawiając się napaści wojsk szwedzkich, ukrył on dokumenty rodzinne oraz obraz Matki Boskiej z zamkowej kaplicy w pobliskim kościółku. Dziełem kolejnego pokolenia Gurowskich była przebudowa całego założenia i zmiana wystroju jego wnętrz. Około 1760 na zamku sale reprezentacyjne i pokoje mieszkalne znajdowały się na piętrze pałacu, natomiast jego parter zajmowały mi. kuchnie „spichlerze , kordegardę dla straży, pokoje służby, stajnie oraz zbrojownie z prochownią. Kres świetności zamku przyniósł rok, 1768 kiedy to konfederaci barscy, broniący się na zamku w obliczu klęski z wojskami moskiewskimi wysadzili w powietrze prochownie wraz ze wschodnim skrzydłem fortecy. Syn Rafała Gurowskiego, Władysław, za udział w insurekcji kościuszkowskiej został uwięziony przez Rosjan i pozbawiony wszelkich praw do dóbr wyszyńskich. Niezamieszkana od 1781 rezydencja stopniowo popadała w ruinę, niszczona zarówno przez ludzi, jak i upływający czas. W ostatnich latach XVIII wieku miejscowy ekonom "...drugi bok czworoboku zamkowego powalił, wiele marmurów i napisów zniszczył, a odwieczne głazy poszanowania godne, na gospodarskie użył cele". W XIX wieku zrujnowany obiekt opisał w swoich Wspomnieniach Wielkopolskich Edward Raczyński, właściciel pałacu w Rogalinie. Czytamy w nich, że "...Poważna to ruina, zachowuje dotąd kilka pozostałych baszt i to zdaje się hardo wyzywać ręką zniszczenia, podobna w tym może do narodu, co wspomnieniami przeszłości obecnie pokrywa nieszczęścia i od zagłady się broni...". Generalna rozbiórka całego założenia nastąpiła pod koniec XIX wieku, a jej bezpośrednią przyczyną była konieczność zdobycia budulca na rozrastające się na terenie pobliskiego folwarku prywatne gospodarstwo.